# HD 15328
HD 15328，又名BD+01 431，SAO 110542、HR 719，是一颗恒星，视星等为6.45，位于銀經165.42，銀緯-52.76，其B1900.0坐标为赤經2h 22m 50.2s，赤緯+1° -52.76′ 46″。